# 人生不再重来
《人生不再重来》（英語：Zindagi Na Milegi Dobara）是2011年印度成长喜剧剧情片，由卓娅·阿克塔尔執导，Excel Entertainment的法拉汗·阿克塔尔制作。影片的主要角色有李提克·罗森饰演的阿琼、阿比·狄爾饰演的卡比尔和法拉汗·阿克塔尔饰演的伊姆兰。阵容还包括卡特丽娜·卡芙、卡琪·柯切林和阿里亚德娜·卡夫罗尔。纳西鲁丁·萨赫友情出演。影片制作成本为5.5亿卢比（约合820万美元），于西班牙、印度、埃及和英国拍摄。
剧情围绕着三位从小不分离的好朋友阿琼、卡比尔和伊姆兰展开。他们前往西班牙展开光棍之旅，拜访跟阿琼坠入爱河的莱拉，帮助他克服工作狂问题。期间卡尔比和未婚妻经历了明显的误解，但他们很快便克服了。在旅行中，每一位好友都要选择组队参与一项危险的运动。
影片配乐由尚卡尔-费沃斯-罗伊操刀，贾韦德·阿赫塔尔作词。影片原定于2011年5月27日上映，但由于后期制作出现技术故障，被推迟到6月24日上映，最终定档7月15日。影片在包括香港和台湾的1800块屏幕上上映，在口碑和票房上均获成功。全球票房为15.3亿卢比（约合2300万美元）。在剧院上映后，影片获得各类奖项的各项大奖及提名。

## 制作

### 开发
影片剧本题为《与敌同行》（Running with the bulls），经过三个月的创作于2009年11月完成。卓娅和卡吉蒂结合现实生活的观察，以她的弟弟法尔汗·阿赫塔尔（Farhan Akhtar）为原型创作了伊姆兰一角。阿赫塔尔写了电影的台词。他表示，影片的主题“关于三位处在人生中许诺边缘的家伙”。他们使用贾韦德·阿赫塔尔的诗句作为画外音，因为他们觉得诗句增加了角色的深度，赋予他们的情感声音。卡特丽娜加盟项目剧组后，一首特别的诗为卡特丽娜的角色专门写就。墨西哥是首选的取景地，但后来由于高潮部分出现了奔牛场面且卓拉想要一个有着多元历史、文化和体育国家而改往西班牙。影片上映档期由于最初选定的剪辑师影片查丹·阿罗拉（Chandan Arora）生病，他们必须重新进行剪辑而三度改期。

### 选角
最初，伊姆兰·汗和兰比尔·卡普尔理应扮演三位主角中的其中两位，但他们由于希望共同出演自己的作品而婉拒。弟弟法拉汗·阿克塔尔帮助卓娅创作她的处女作《幸运机会》，还写了本片的台词，因此卓娅认为他能知晓她在这部电影中究竟想要些什么。他是第一位加盟影片的演员。他定义他的角色为一个“有意思的角色”、一个“很长时间以来没有认真做过事情的家伙”。赫里尼克因为是她最心仪的一个演员，而被选为另一位主角。敲定两位主演后，她想要“不仅在视觉上跟两人很般配，还能给阵容带来一些新鲜事物”的演员。她请求此前在瑞玛·卡吉蒂的《蜜月旅行社》中有过合作的朋友阿布依参演角色。
至于莱拉一角，卓娅希望找一个愿意水肺潜水的“乡音”未改的半印度半白人女孩。很多女孩在纽约和伦敦试镜。后来在一个派对上，她碰到了卡特丽娜·卡芙并选中她。她的角色据称是“一位自由奔放的女孩，一位心灵游子，本质上是个放荡不羁的吉普赛人。”卓娅想与曾在《后现代激情》和《穿黄靴子的女孩》上见到的卡琪合作。她认为卡琪娜塔莎一角的性格，因为她“有喜感，但不算拔尖”。阿里亚德娜被选为努丽雅一角，因为她喜欢她在2009年西班牙电影《埃洛伊塞》（Eloise）中的表现。影片完整演出阵容于2010年4月公开。

### 摄制
影片于2010年6月开拍，在西班牙的巴塞罗那、潘普洛纳、布尼奥尔和安达鲁西亚、英国、埃及和孟买取景。曾与卓娅在《幸运机会》共事的摄影师卡洛斯·卡塔兰“想不加修饰”，尽可能地给予影片真实感，希望三个主演“晒黑”。
卡特里娜的出场镜头在一处裸体海滩拍摄。拍摄期间他们要求泳客走出取景范围，使得电影不会遭到印度审查机构的反对。布尼奥尔的番茄大战节为了配合歌曲《Ik Junoon》再次举办。约16吨价值1亿卢比（约合15万美元）的西红柿从葡萄牙运抵取景地。起初赫里尼克和卡特琳娜两人不愿意拍摄亲吻的镜头，但最终还是拍了。歌曲片段《小姐》在韦尔瓦省小镇阿拉哈尔拍摄。当地人警告剧组成员，称歌曲片段在晚上拍摄时音量太大。在当地拍摄的第三天，当地人身着盛装，阿拉哈尔市长加入他们拍摄影片 。影片高潮的奔牛节场面在潘普洛纳拍摄。影片于2010年12月在孟买的阿利巴格和瓦阿什杀青。

## 原声带
作曲三人组尚卡尔-伊哈桑-莱伊此前曾分别于《摇滚起来》和《我来电》与阿克塔尔和卡特琳娜有过合作，此次为电影谱写配乐。三人组找来西班牙弗拉明戈歌手玛丽亚·德尔·玛尔·费尔南德斯演唱弗拉明戈歌曲，这是她首次为电影献唱。阿布依·多尔与另两位主演李提克·罗森和法尔汗·阿赫塔尔一起唱歌，这是他首次唱歌。原声带发行后获得音评人的积极评价，在音乐榜单上获得显著关注。

## 宣传

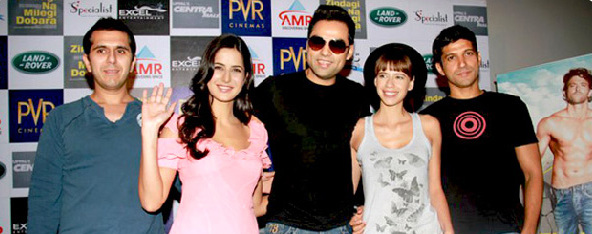
电影昌迪加尔新闻发布会

影片预告片在《准备好》的宣传单张中公布，于2011年5月15日在网上发布。Excel Entertainment联合Aircel在移动平台和互联网上发布影片宣传片。预告片发布48小时便获得超过5500次的观看。另外两段宣传片是《Ik Junoon》和《小姐》的演唱片段，于5月27日发布。音乐发行和宣传活动在孟买穆兰德尼尔默尔生活购物广场（Nirmal Lifestyle）举办。歌曲《Khaabon Kay Parinday》和《Dil Dhadakne Do》的宣传片于接下来一个星期发行。法尔汗·阿赫塔尔和瑞塔许·西汪尼透过Facebook印度宣传了这部电影。电影推介新闻发布会于7月1日在昌迪加尔举行。电影两段对白宣传片7月3日发布。剧组成员于7月7日踏上从孟买到德里的巡演之旅，途径苏拉特、巴罗达、艾哈迈达巴德、乌代布尔、阿杰梅尔和斋浦尔，古尔冈音乐会将路演推向高潮。影片原定在全球公映前夕于第12届印度国际电影学会奖上首映，但最终取消。
影片发行方与激浪、吉列和ING Vysya银行开展广泛的宣传。影片的官方游戏改编自番茄大战节，由Jump Games于2011年7月19日在全移动平台上发布。

## 发行
影片最初预计于5月27日上映，但被推迟到6月24日，最终定档2011年7月15日。全球共有1800块屏幕上映该片。6月16日卡特里娜·卡芙生日当天，影片在沙·魯克·罕住所的特制银幕上放映。剧组成员及众多名人出席了此次活动。然而，湿婆神军党批评该活动在2011年孟买连环爆炸案过后连续举办三天。影片制片方向马哈拉施特拉邦政府捐赠了包含从约10家孟买影院筹集款项的支票，用作对爆炸遇难者的捐赠。2012年3月24日，影片在英国高威科姆白金汉郡新大学专门放映。
影片DVD于2011年8月30日发行，分杜比数字和立体声格式，附带英语和阿拉伯语字幕。蓝光碟同步发售。

### 专业评价
影片获得影评人普遍积极的评价。评论聚合网站desimartini.com根据81条评价给予影片评价：“一部明星阵容闪闪发光且镜头优秀的电影。三位主角之间的幽默对白和默契使得影片成为一次愉快的经历。“该站给出的观众平均为3.5分（满分5分，下同）。
《加尔各答每日电讯报》的帕拉提姆·D·古普塔称电影是“带剧本的精美宣泄之旅”，并赞扬导演卓娅·阿克塔尔“在拍摄的过程中无所畏惧”。《印度斯坦时报》的马彦卡·谢卡尔（Mayank Shekhar）在他的评论中称赞影片“改变了自《蛮横有理》的印度电影游戏规则”，并写道：“你所带回家的是三位与我们共同长大的冒险朋友的难忘有趣瞬间。“，并给予影片四星。《印度周刊》的施福什·库马尔给予影片四星。Bollywood Hungama的塔兰·阿达什给予影片3.5星，称它是一种“更加进化、成熟且让有知识的电影院观众做好准备支持的电影新流派。”《印度时报》的尼哈特·卡米兹给予影片3.5星，并称其主演的表现：“如果阿布依是小队的支柱，法尔汗的幽默大师角色精力充沛，李提克从拘谨、只顾赚钱的股票经纪人转变为无忧无虑的流浪汉都是一个阶层的行为。”
新德里电视台的S·查特吉（S Chatterjee）给予影片3星对影片的老旧理念持保留意见，称赞卓娅·阿克塔尔的导演，表示“卓娅·阿克塔尔用美丽轻盈的触觉和些许温柔风趣发觉了传说故事，带来了能承载剧情的新鲜感。Rediff.com的谢赫·阿亚玆（Shaikh Ayaz）给予影片3.5星，认为卓娅·阿克塔尔虽然将熟悉的情节放到一起，但影片的清新活力具有娱乐性。他写道，”阿克塔尔的爽朗角色给这部本来非常平淡的影片泵入新鲜活力。“今日印度的卡弗雷·巴穆扎（Kaveree Bamzai）对阿克塔尔的导演也是赞不绝口，表示：“看完影片的时候我坚信没有一段爱情能像一位女性那样美丽”，给予影片4星。
影评人苏巴斯·K·贾哈（Subhash K Jha）给予影片3.5星，表示“愿上帝保佑卓娅的审美观，她将我们引入到美丽的瞬间，没有给我们任何理由去坚信最弥足珍贵的真理被肮脏包裹着。”《每日新闻分析报》的布莱西·查蒂亚（Blessy Chettiar）指出影片的音乐和法尔汗·阿克塔尔的演技是影片的亮点：“针对这些，编剧使用重剂量的象征。布拉瓦海岸的深海潜水、塞维利亚的高空跳伞和潘普洛纳的圣佛明奔牛节，别忘了阿琼终于付出行动的布尼奥尔番茄大战。害怕被淹死，在蓝天中放开身姿，结束于暴怒公牛的仁慈”，给予影片3星。《CNN-IBN》的拉杰夫·马桑德表示：“影片制造了有趣的轻松基调，所有男孩的西班牙之旅带给你为什么我们应该过着争分夺秒并追随内心的人生的深刻并发自内心的消息。”他还赞扬演员的表现，强调这是影片的主要积极因素，但他指出影片的片场“破坏了旅行之外的乐趣”，并打出3.5星。相反，Rediff的拉贾·森（Raja Sen）称影片“很难做到有趣”，给予其1.5星。
《卫报》的瑞安·吉尔贝伊（Ryan Gilbey）大致上称赞该片：“这部影片仍可以放给全家人看，你可以知道原因。电影可能有点华而不实，不过影片中代表着各大西班牙城市的旅游局员工并非唯一跑出来笑嘻嘻的人。”但他表示电影是一部“倔强地反大男子主义”的伙伴电影。《全国报》评论员卡勒姆·阿夫塔卜（Kaleem Aftab）在他的四星评价中指出：“将旅行、浪漫喜剧和哥俩好动作扔进单一的场面也许像是一道拙劣的马萨拉混搭，但像所有好菜那样，配料与亲情的混搭创造了本年度最好的自我感觉良好影片之一。”

## 续集
影片发行后，卓娅·阿克塔尔表达了制作影片续集的想法。谈到这一想法时，她表示：“你永远不知道我会不会做续集。一切取决于正确的内容。”据报道，如果续集被正式推出，一众演员希望在影片中再度出演自己的角色。在接受《印度斯坦时报》采访时，赫里尼克表达了续集基本剧情的构思。他表示续集可能设置在本作五年后，原班人马将变老，有理由继续另一段旅程。也与人同意需要一个合适的剧本，因为这不属于电影“商业领域”范畴。然而，尽管有很多观众请求，但续集还是没有正式确认。在印度国际电影学会奖典礼结束后，法尔汗·阿克塔尔评论道，“没有必要”拍续集。后来在2013年，卓娅接受《印度斯坦时报》采访时表达了完成她的第二部于2015年6月上映的电影《心跳零距离》的拍摄后，投入到剧本创作的兴趣。